# Географическая оболочка

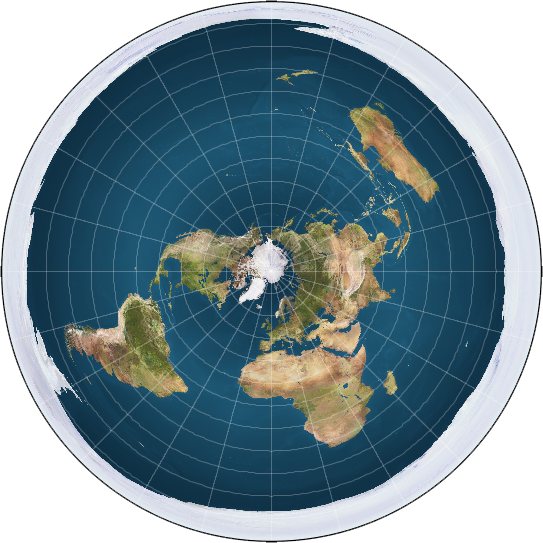
Проекция Географической оболочки

Географи́ческая оболо́чка — внешняя оболочка Земли (объединение поверхностных геосфер), одно из глобальных и системных понятий в географии. Генетически и функционально целостная оболочка Земли, охватывающая нижние слои атмосферы, верхние толщи земной коры, гидросферу и биосферу.

## Описание
Географическая оболочка является объектом исследования географии и её основных направлений.
По точным границам географической оболочки мнения разделились. Верхняя граница:
- А. А. Григорьев, С. В. Калесник, М. М. Ермолаев, К. К. Марков и А. М. Рябчиков верхнюю границу географической оболочки проводят в стратосфере, на высоте примерно 25-30 км.
- Д. Л. Арманд, А. Г. Исаченко, Ф. Н. Мильков и Ю. П. Селивёрстов определяют её в тропосфере, на высоте около 8-18 км.

Нижняя граница:
- А. Г. Исаченко, С. В. Калесник и И. М. Забелин нижнюю границу проводят в верхней части литосферы (500—800 м.)
- Д. Л. Арманд, А. А. Григорьев, Ф. Н. Мильков, А. М. Рябчиков, Ю. П. Селивёрстов и другие по нижней границе Земной коры .

Оболочка обладает рядом закономерностей:
- Целостность (единство) — тесная взаимосвязь слагающих её компонентов, изменение одного приводит к изменению других.
- Ритмичность (цикличность) — повторяемость природных явлений, суточный, сезонный.
- Зональность и высотная поясность — закономерная смена природных условий.
- Наличие круговоротов вещества и связанной с ним энергии.
- Непрерывность развития, но его неравномерность.

## Терминология
В российской научной литературе под этим понимается целостная и непрерывная оболочка Земли, где её составные части: верхняя часть литосферы (земная кора), нижняя часть атмосферы (тропосфера, стратосфера), вся гидросфера и биосфера, а также антропосфера — проникают друг в друга и находятся в тесном взаимодействии. Между ними происходит непрерывный обмен веществом и энергией.
Представление о географической оболочке как о «наружной сфере земли» введено русским метеорологом и географом П. И. Броуновым (1910). Современное понятие разработано и введено в систему географических наук А. А. Григорьевым (1932). Наиболее удачно история понятия и спорные вопросы рассмотрены в трудах И. М. Забелина.
Понятия, аналогичные понятию географической оболочки, есть и в зарубежной географической литературе (земная оболочка А. Геттнера и Р. Хартсхорна, геосфера Г. Кароля и др.). Однако там географическая оболочка рассматривается обычно не как природная система, а как совокупность природных и общественных явлений.
Существуют другие земные оболочки на границах соединения различных геосфер.

## Компоненты географической оболочки
Самая верхняя часть Земной коры
Земная кора — это верхний слой Земли. От мантии отделена границей с резким повышением скоростей сейсмических волн — границей Мохоровичича. Толщина коры колеблется от 6 км под океаном до 30-50 км на континентах. Бывает два типа коры — континентальная и океаническая. В строении континентальной коры выделяют три геологических слоя: осадочный чехол, гранитный и базальтовый. Океаническая кора сложена преимущественно породами основного состава плюс осадочный чехол. Земная кора разделена на различные по величине литосферные плиты, двигающиеся относительно друг друга. Кинематику этих движений описывает тектоника плит.
Нижняя часть атмосферы
Её верхняя граница находится на высоте 8—10 км в полярных, 10—12 км в умеренных и 16—18 км в тропических широтах; зимой ниже, чем летом.
Нижний, основной слой атмосферы. Содержит более 80 % всей массы атмосферного воздуха и около 90 % всего имеющегося в атмосфере водяного пара. В тропосфере сильно развиты турбулентность и конвекция, возникают облака, развиваются циклоны и антициклоны. Температура убывает с ростом высоты со средним вертикальным градиентом 1°/152 м.
За «нормальные условия» у поверхности Земли приняты: плотность 1,2 кг/м3, барометрическое давление 101,34 кПа, температура плюс 20 °C и относительная влажность 50 %. Эти условные показатели имеют чисто инженерное значение.
Гидросфера
Гидросфера — совокупность всех водных запасов Земли. Большая часть воды сосредоточена в океане, значительно меньше — в континентальной речной сети и подземных водах. Также большие запасы воды имеются в атмосфере, в виде облаков и водяного пара.
Часть воды находится в твёрдом состоянии в виде ледников, снежного покрова и в вечной мерзлоте, слагая криосферу.
Биосфера
Биосфера — это совокупность частей земных оболочек (лито-, гидро- и атмосфера), которая заселена живыми организмами, находится под их воздействием и занята продуктами их жизнедеятельности.
Антропосфера
Антропосфера, или ноосфера — сфера взаимодействия человека и природы. Определение ноосферы впервые ввёл российский учёный В. И. Вернадский. Признаётся не всеми учёными.